# Castel Goldenstein
Castel Goldenstein (in tedesco: Schloss Goldenstein) si trova nel comune austriaco di Elsbethen nel Distretto di Salzburg-Umgebung appartenente al Land Salisburghese e la sua storia inizia verso la fine del XIV secolo.

## Storia

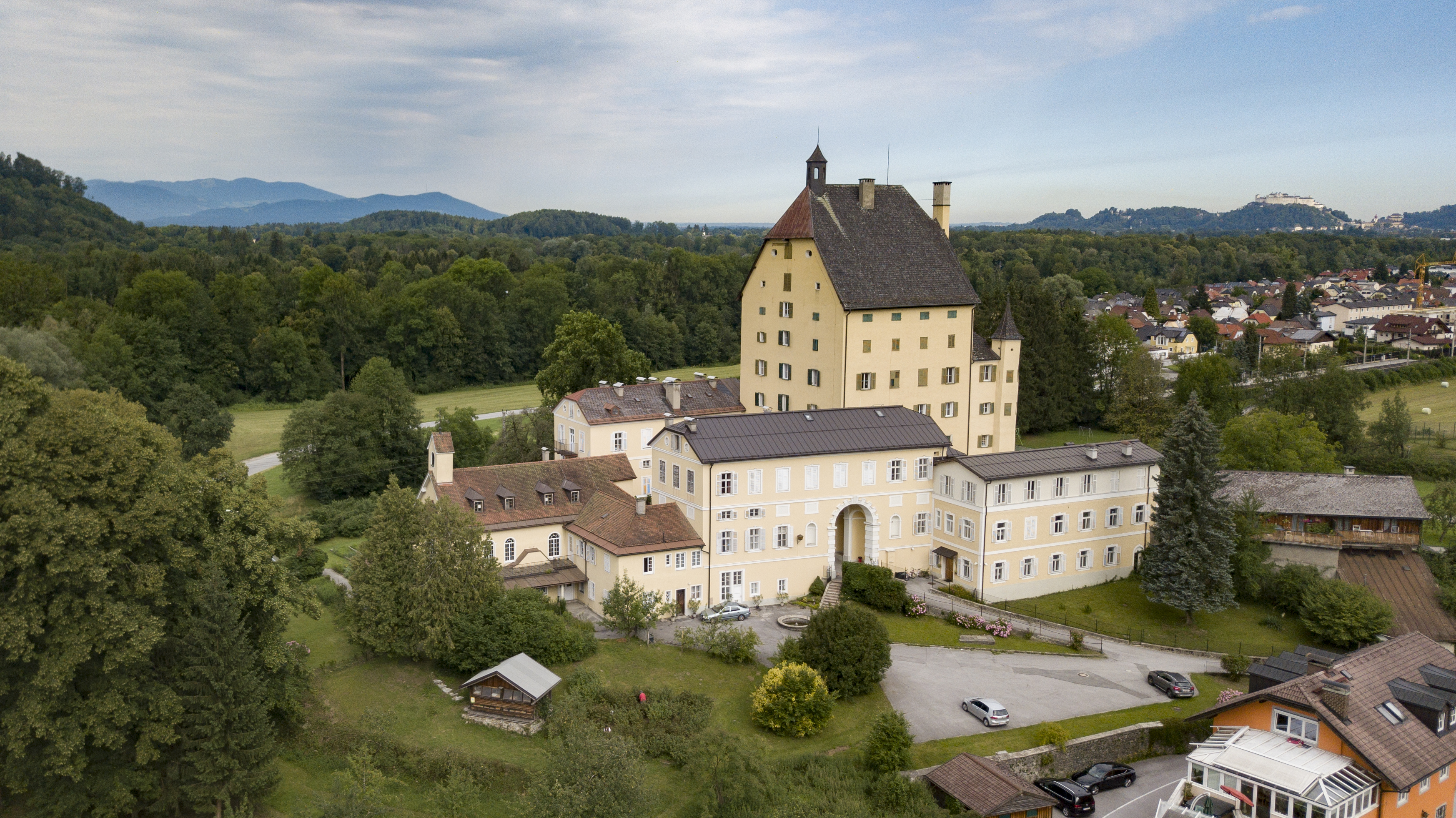
Panoramica di castel Goldenstein

Ritrovamenti archeologici hanno dimostrato che il territorio di Elsbethen era già abitato in epoca preistorica e in seguito vi fu una grande tenuta romana. Nel 1271 il villaggio veniva ufficialmente chiamato Campanif e la tradizione popolare racconta che il castello sia stato edificato sul sito di questo ipotizzato castello di Campanif ma ciò appare molto improbabile. Il primo castello quindi dovrebbe essere stato costruito verso la fine del XIV secolo mentre il signore locale era Michael von Haunsperg. Il figlio Hans si faceva già chiamare zu Goldenstein e la figlia Praxedis portò il castello come sua dote nel matrimonio con Ulrich von Fladnitz, che viene menzionato come signore del castello dal 1449 al 1461. Il von Fladnitz ampliò notevolmente castel Goldenstein e sembra che abbia dato all'edificio forma simile a una torre. Nel 1491 il sindaco di Salisburgo, Johann Knoll, acquistò la residenza dal precedente proprietario, Bernhard von Scherffenberg. Nel 1534 venne registrato come proprietario il consigliere arcivescovile e cancelliere Niklas Ribeisen. Per migliorare l'approvvigionamento idrico nel 1540 fu posta nel castello una condotta idrica. Quando l'allora proprietario Christoph von Pflügl fallì, nel 1580, il castello venne acquistato da Ludwig Alt. Sua figlia sposò Friedrich von Rehlingen, già custode di Wartenfels, che fece ricostruire il castello ampliandolo con la nuova torre campanaria. Nel 1649 Karl Heinrich von Rehlingen lo vendette al consigliere comunale di Salisburgo Johann Kurz.

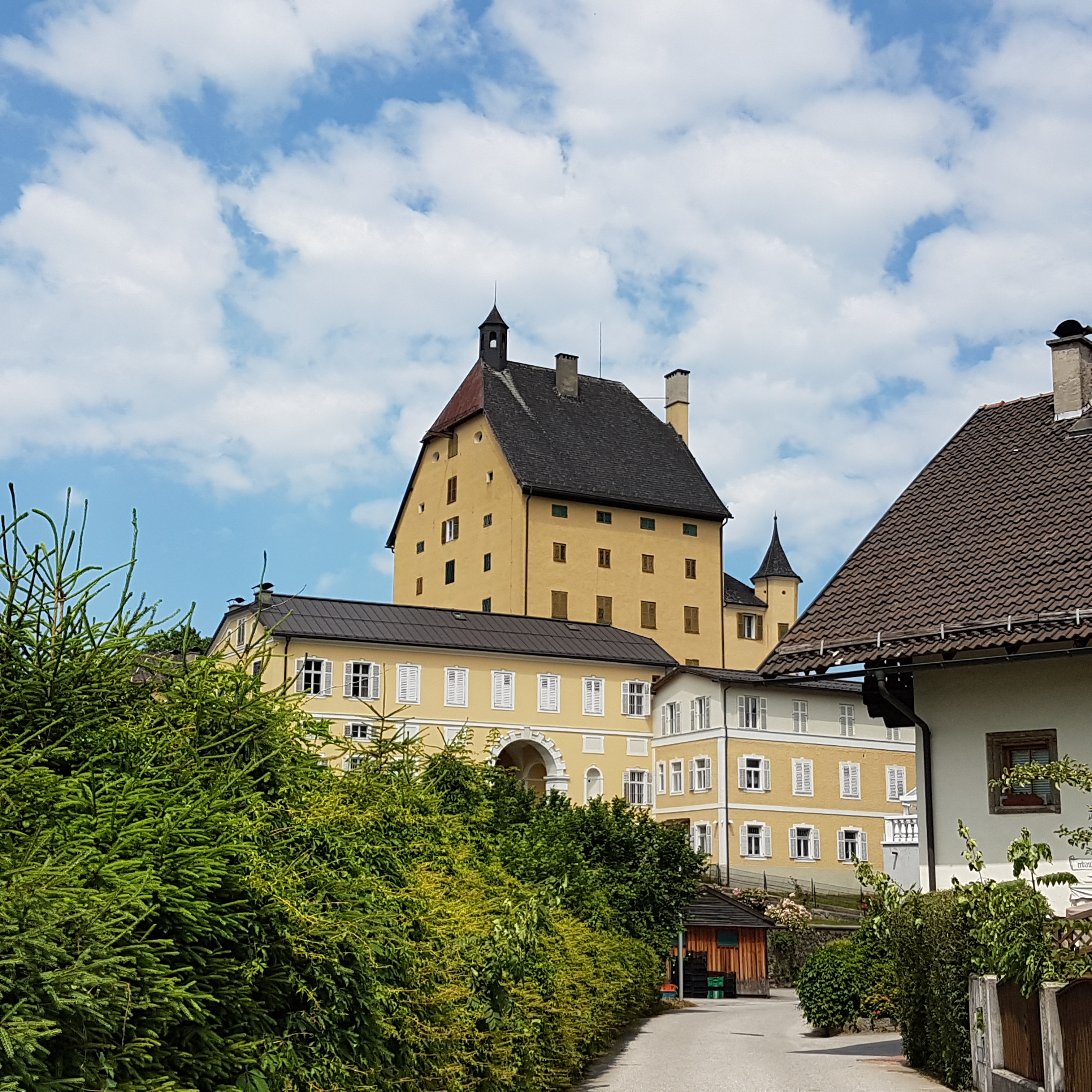
Castel Goldenstein visto dal basso

Tra il 1694 e il 1710 appartenne al barone Raimund Anton von Rehlingen e poi entrò a far parte delle disponibilità dell'Ordine Scalzo dell'abbazia benedettina di San Pietro a Salisburgo. Con l'abate Placido Mayrhauser venne restaurato e riccamente arredato e divenne residenza estiva degli abati e luogo di riposo dei frati. Nel 1877 vi si trasferirono le suore agostiniane espulse da Rastatt nel Baden che da quel momento iniziarono a gestire l'istituto educativo Sacro Cuore, una scuola secondaria privata con un convitto per ragazze. Nel 1938, come tutte le scuole private cattoliche, anche questa venne chiusa, ma dopo la fine della seconda guerra mondiale fu riaperta. Tra le sue alunne vi fu la nota attrice cinematografica Romy Schneider che frequentò l'istituto tra il 1949 e il 1953. Tra gli ospiti del castello vi furono varie personalità, tra queste Michael Haydn, il fratello minore di Joseph Haydn.

### Origine del nome
Il riferimento all'oro associato al nome Goldenstein e la ricerca del metallo prezioso in territori vicini avvenuta in passato e conclusasi già nel XIX secolo non sembrano avere alcuna relazione. Le due parti della parola sono unite come avviene tipicamente quando si assegna il nome ad un castello.

## Descrizione

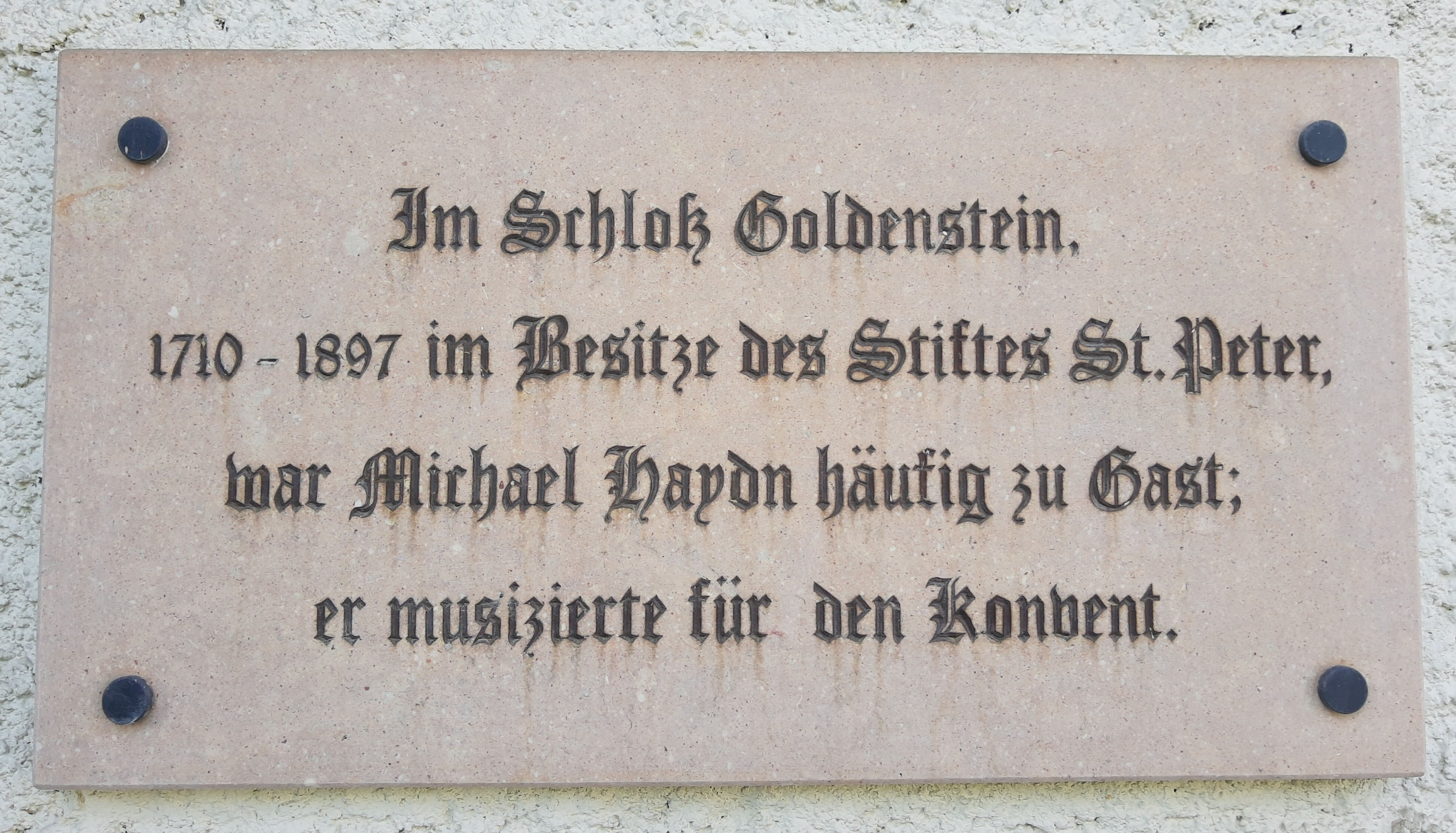
Targa che ricorda la presenza di Michael Haydn a Goldenstein

Castel Goldenstein si trova nel centro abitato del comune austriaco di Elsbethen nel Distretto di Salzburg-Umgebung appartenente al Land Salisburghese e si erge su uno stretto costone roccioso sopra l'ex Salzachauen, dominando la zona. L'edificio principale ha una pianta quasi quadrata e nell'insieme assomiglia ad una grande torre. Si sviluppa su cinque piani interi e altri tre piani di superficie sempre minore sotto il ripido tetto a padiglione. Il tetto nella parte meridionale presenta una piccola torretta culminale. Le facciate hanno quattro finestre per paino e sono rifinite ad intonaco con tinteggiatura gialla. Sul lato nord si trova l'ampliamento realizzato alla fine del XVI secolo che si sviluppa su quattro piani con due torri angolari poligonali. A sud si trova un piccolo cortile interno rettangolare delimitato da due ali barocce risalenti al XVII secolo barocche con due piani. La cappella fu costruita solo tra il 1926 e il 1927 ed è dedicata al Sacro Cuore di Gesù. Gli stalli del coro, realizzati nella prima metà del XVIII secolo, provengono dall'ex eremo agostiniano di San Giorgio ad Hallein. L'ambone con il rilievo dei quattro oranti è opera di Leo von Moos mentre alcuni dipinti che vi sono conservati sono opera di Franz Xaver König realizzati intorno al 1757. La figura in legno raffigurante San Wolfgang in trono fu scolpita all'inizio del XVI secolo. Gli armadi dei paramenti della sagrestia furono realizzati intorno alla metà del XVII secolo. Su uno dei pozzi nel cortile si conserva lo stemma della città di Salisburgo con l'incisione dell'anno 1598. L'ex muro di cinta del complesso fortilizio è conservato solo in parte e presenta una porta dalla struttura semplice. Sono spariti, col tempo, il giardino barocco con fontana si trovava su una terrazza a sud del palazzo e uno stagno che si è prosciugato. I locali al piano terra dell'edificio principale hanno copertura a volta. La cappella originale del castello è stata sconsacrata e viene utilizzata come parte del refettorio. Nei quattro piani inferiori e più ampi tutti i locali sono disposti attorno ad un corridoio centrale al quale si accede tramite scale lignee ad una rampa che uniscono così i vari livelli. Si conservano ancora in parte gli arredi originali risalenti al 1600 circa. La sala verde presenta un soffitto ligneo a cassettoni oltre a stipiti e porte di questo periodo mentre i pavimenti sono in marmo rosso Adneter. Nel castello sono conservati anche molti importanti dipinti risalenti principalmente dal XV al XIX secolo. La struttura è utilizzata come collegio e convitto con scuola femminile cattolica privata.

### Bene architettonico tutelato
Castel Goldenstein dal 1993 è un monumento posto sotto tutela col numero 10803 da parte della Repubblica austriaca.